# Aurus
Der Aurus (englisch Aurus Mountain) ist ein Berg am östlichen Rand des Tsau-ǁKhaeb-(Sperrgebiet)-Nationalparks (ehemals Diamantensperrgebiet) im Südwesten Namibias. Er erreicht eine Höhe von 1050 m. Die Ausdehnung ist etwa 5 km × 4 km.
In südsüdwestlicher Richtung vom Aurus befindet sich in 12 km Distanz der Meteoritenkrater Roter Kamm, der auch auf Satellitenbildern gut zu sehen ist. 35 sowie 55 km südöstlich des Aurus wird in der Skorpion- und in der Rosh-Pinah-Mine Zink abgebaut.
Der durchschnittliche jährliche Niederschlag in diesem Teil der Namib beträgt nur wenige Millimeter. Die im Massiv vorkommenden Büsche überleben nur dank des Nebels, der sich von Zeit zu Zeit über dem kalten Atlantik bildet und tagsüber weit ins Landesinnere driftet. Die einzelnen Kameldornbäume beziehen ihr Wasser aus tiefen unterirdischen Wasseransammlungen.

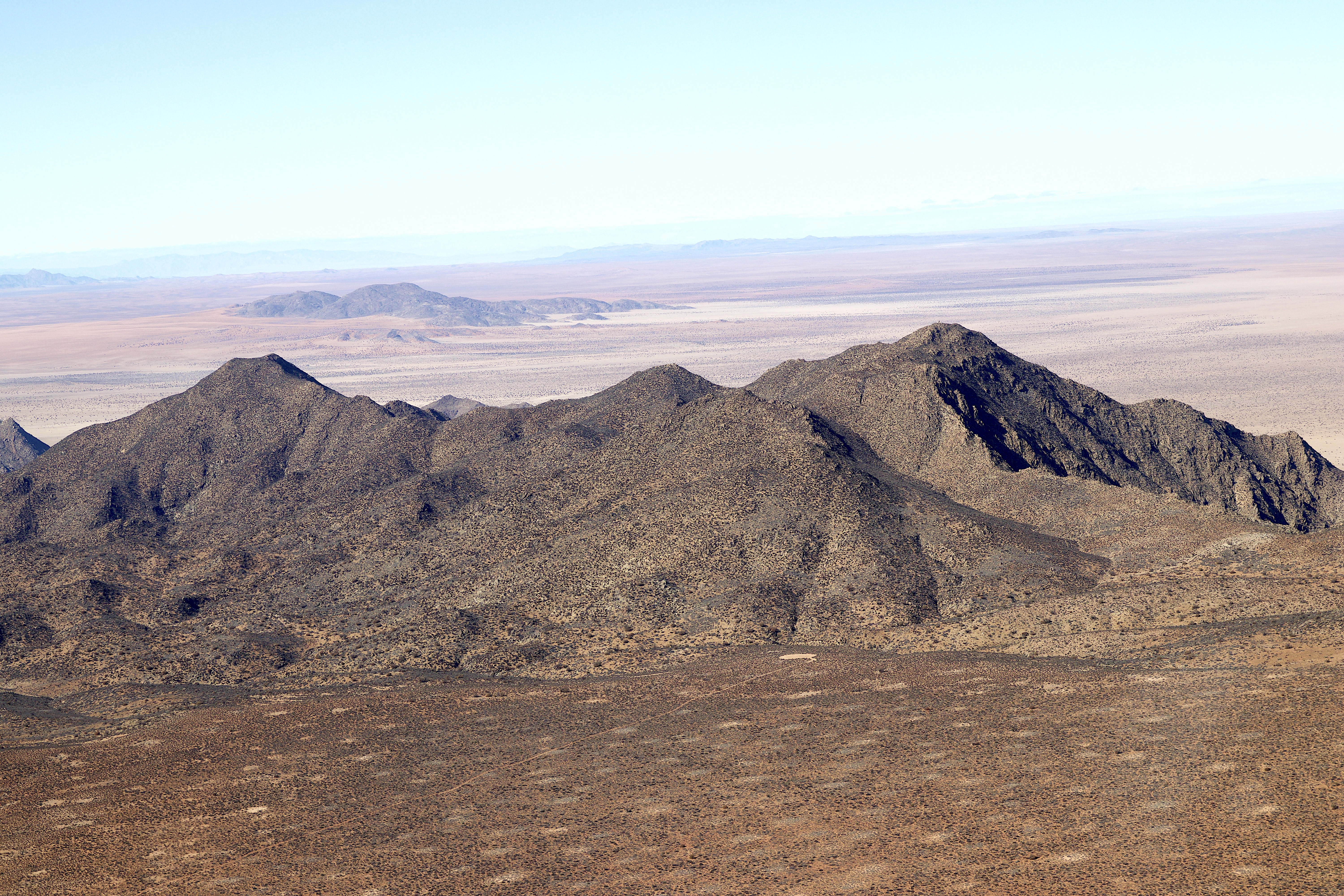
Aurus aus der Vogelperspektive 2018